# Japanagromyza etiennei
Japanagromyza etiennei är en tvåvingeart som beskrevs av Martinez 1994. Japanagromyza etiennei ingår i släktet Japanagromyza och familjen minerarflugor.
Artens utbredningsområde är Guadeloupe. Inga underarter finns listade i Catalogue of Life.